# Ilia Sulamanidze
Ilia Sulamanidze (en georgiano: ილია სულამანიძე, Tkibuli, 18 de junio de 2001) es un deportista georgiano que compite en judo.
Participó en los Juegos Olímpicos de París 2024, obteniendo una medalla de plata en la categoría de –100 kg.
Ganó una medalla de bronce en el Campeonato Mundial de Judo de 2021 y tres medallas en el Campeonato Europeo de Judo entre los años 2023 y 2025.

## Palmarés internacional
| Juegos Olímpicos   | Juegos Olímpicos       | Juegos Olímpicos  | Juegos Olímpicos |
| Año                | Lugar                  | Medalla           | Categoría        |
| ------------------ | ---------------------- | ----------------- | ---------------- |
| 2024               | París (Francia)        | Medalla de plata  | –100 kg          |
| Campeonato Mundial |                        |                   |                  |
| Año                | Lugar                  | Medalla           | Categoría        |
| 2021               | Budapest (Hungría)     | Medalla de bronce | –100 kg          |
| Campeonato Europeo |                        |                   |                  |
| Año                | Lugar                  | Medalla           | Categoría        |
| 2023               | Montpellier (Francia)  | Medalla de plata  | –100 kg          |
| 2024               | Zagreb (Croacia)       | Medalla de plata  | –100 kg          |
| 2025               | Podgorica (Montenegro) | Medalla de oro    | –100 kg          |